# Championnat du monde de badminton par équipes masculines 2006
Navigation
Jakarta 2004 Jakarta 2008
La 24e édition du championnat du monde de badminton par équipes masculines, appelé également Thomas  Cup, a eu lieu du 28 avril au 7 mai 2006 à Sendai et Tokyo au Japon. 
Sendai a accueilli tous les matches de poule et les play-offs tandis que Tokyo a accueilli les compétiteurs à partir des quarts de finale.
C'était la 1re fois que la Thomas Cup et l'Uber Cup se jouaient en 2 sets gagnants de 21 points, le nouveau système de comptage de points mis en place par la Fédération internationale de badminton.
La Chine a remporté le tournoi en battant le Danemark en finale.

## Format de la compétition
74 nations participent à la Thomas Cup. À l'issue d'une phase de qualifications continentales, 10 équipes accèdent à la phase finale où elles sont rejointes par le tenant du titre et le pays organisateur qui sont qualifiés d'office.
Ces 12 nations sont placées dans 4 poules de 3 équipes, en fonction du classement mondial des joueurs qui les composent. Les 3 équipes s'affrontent sur 3 jours : le 1er de chaque poule est qualifié directement pour les quarts de finale, les 8 autres équipes jouent des play-offs pour attribuer les 4 places restantes.
Chaque rencontre se joue en 5 matches : 3 simples et 2 doubles qui peuvent être joués dans n'importe quel ordre (accord entre les équipes).

## Qualifications
| Confédération          | Afrique | Amériques                                                                                       | Asie | Europe | Océanie                                |
| ---------------------- | --- | ----------------------------------------------------------------------------------------------- | --- | --- | -------------------------------------- |
| Date                   | 20 au 22 février | 13 au 18 février                                                                                | 15 au 19 février | 14 au 19 février | 9 au 12 février                        |
| Lieu                   | Rose Hill | Lima                                                                                            | Jaipur | Thessalonique | Auckland                               |
| Nombre de participants | 15 | 10                                                                                              | 13 | 32 | 4                                      |
| Pays participants      | Afrique du Sud Algérie Burundi Burkina Faso Cameroun Égypte Érythrée Kenya Madagascar Maroc Maurice Nigeria Ouganda Seychelles Zambie | Brésil Canada États-Unis Guatemala Jamaïque Mexique Pérou Porto Rico Suriname Trinité-et-Tobago | Corée du Sud Hong Kong Inde Indonésie Iran Malaisie Népal Pakistan Singapour Sri Lanka Taipei chinois Thaïlande Vietnam | Allemagne Angleterre Arménie Autriche Belgique Biélorussie Bulgarie Chypre Danemark Écosse Espagne Estonie Finlande France Grèce Irlande Islande Israël Italie Norvège Pays-Bas Pays de Galles Pologne Portugal Tchéquie Roumanie Russie Slovénie Suède Suisse Turquie Ukraine | Australie Fidji Nouvelle-Zélande Samoa |
| Qualifié(s)            | Afrique du Sud | États-Unis                                                                                      | Corée du Sud Inde Indonésie Malaisie                                                                                    | Allemagne Angleterre Danemark | Nouvelle-Zélande                       |

## Tournoi final

### Localisation de la compétition
- Sendai Gymnasium
- Tokyo Metropolitan Gymnasium

### Participants
| Confédération   | Qualifié(s)                          |
| --------------- | ------------------------------------ |
| Asie            | Corée du Sud Inde Indonésie Malaisie |
| Afrique         | Afrique du Sud                       |
| Europe          | Angleterre Allemagne Danemark        |
| Océanie         | Nouvelle-Zélande                     |
| Amérique        | États-Unis                           |
| Tenant du titre | Chine                                |
| Pays hôte       | Japon                                |

### Phase préliminaire
| Qualifié pour les quarts de finale |

#### Groupe A
| Équipe    | Pts | J | G | P | Matches + | Matches - | Diff. |
| --------- | --- | - | - | - | --------- | --------- | ----- |
| Chine     | 4   | 2 | 2 | 0 | 10        | 0         | +10   |
| Inde      | 3   | 2 | 1 | 1 | 3         | 7         | −4    |
| Allemagne | 2   | 2 | 0 | 2 | 2         | 8         | −6    |

| Date     | Résultats | Résultats | Résultats |
| -------- | --------- | --------- | --------- |
| 28 avril | Chine     | 5–0       | Inde      |
| 29 avril | Allemagne | 2–3       | Inde      |
| 30 avril | Chine     | 5–0       | Allemagne |

#### Groupe B
| Équipe           | Pts | J | G | P | Matches + | Matches - | Diff. |
| ---------------- | --- | - | - | - | --------- | --------- | ----- |
| Indonésie        | 4   | 2 | 2 | 0 | 8         | 2         | +6    |
| Corée du Sud     | 3   | 2 | 1 | 1 | 7         | 3         | +4    |
| Nouvelle-Zélande | 2   | 2 | 0 | 2 | 0         | 10        | −10   |

| Date     | Résultats    | Résultats | Résultats        |
| -------- | ------------ | --------- | ---------------- |
| 28 avril | Corée du Sud | 5–0       | Nouvelle-Zélande |
| 29 avril | Indonésie    | 5–0       | Nouvelle-Zélande |
| 30 avril | Corée du Sud | 2–3       | Indonésie        |

#### Groupe C
| Équipe         | Pts | J | G | P | Matches + | Matches - | Diff. |
| -------------- | --- | - | - | - | --------- | --------- | ----- |
| Danemark       | 4   | 2 | 2 | 0 | 10        | 0         | +10   |
| Japon          | 3   | 2 | 1 | 1 | 5         | 5         | 0     |
| Afrique du Sud | 2   | 2 | 0 | 2 | 0         | 10        | –10   |

| Date     | Résultats | Résultats | Résultats      |
| -------- | --------- | --------- | -------------- |
| 28 avril | Danemark  | 5–0       | Afrique du Sud |
| 29 avril | Japon     | 5–0       | Afrique du Sud |
| 30 avril | Danemark  | 5–0       | Japon          |

#### Groupe D
| Équipe     | Pts | J | G | P | Matches + | Matches - | Diff. |
| ---------- | --- | - | - | - | --------- | --------- | ----- |
| Malaisie   | 4   | 2 | 2 | 0 | 10        | 0         | +10   |
| Angleterre | 3   | 2 | 1 | 1 | 3         | 7         | –4    |
| États-Unis | 2   | 2 | 0 | 2 | 2         | 8         | –6    |

| Date     | Résultats  | Résultats | Résultats  |
| -------- | ---------- | --------- | ---------- |
| 28 avril | Malaisie   | 5–0       | États-Unis |
| 29 avril | Angleterre | 3–2       | États-Unis |
| 30 avril | Malaisie   | 5–0       | Angleterre |

### Phase finale

#### Tableau final
|  | Play-offs        | Play-offs    |                |           | Quarts de finale | Quarts de finale |       |       | Demi-finales | Demi-finales |  |  | Finale | Finale |
|  |                  |              |                |           |                  |                  |       |       |              |              |  |  |        |        |
|  |                  |              |                |           | 3 mai            |                  |       |       |              |              |  |  |        |        |
|  | 1er mai          |              |                |           |                  |                  |       |       |              |              |  |  |        |        |
|  | Chine            | 3            |                |           |                  |                  |       |       |              |              |  |  |        |        |
|  | Chine            | 3            | Afrique du Sud | 0         | 5 mai            | 5 mai            |       |       |              |              |  |  |        |        |
|  |                  | Angleterre   | Afrique du Sud | 0         | 5 mai            | 5 mai            | 0     |       |              |              |  |  |        |        |
|  | Angleterre       | Angleterre   | 3              |           | Chine            | 3                | 0     |       |              |              |  |  |        |        |
|  | Angleterre       |              | 3              |           |                  | 3                |       |       |              |              |  |  |        |        |
|  |                  |              |                | Indonésie | 0                |                  |       |       |              |              |  |  |        |        |
|  | Indonésie        | 3            |                | Indonésie | 0                |                  |       |       |              |              |  |  |        |        |
|  | Indonésie        | 3            | Japon          | 3         |                  |                  | 7 mai | 7 mai |              |              |  |  |        |        |
|  |                  | Japon        | Japon          | 3         | 1                |                  | 7 mai | 7 mai |              |              |  |  |        |        |
|  | États-Unis       | Japon        | 0              |           | 1                | Chine            | 3     |       |              |              |  |  |        |        |
|  | États-Unis       |              | 0              |           |                  | Chine            | 3     |       |              |              |  |  |        |        |
|  |                  |              |                | Danemark  | 0                |                  |       |       |              |              |  |  |        |        |
|  | Danemark         | 3            |                | Danemark  | 0                |                  |       |       |              |              |  |  |        |        |
|  | Danemark         | 3            | Inde           | 3         |                  |                  |       |       |              |              |  |  |        |        |
|  |                  | Inde         | Inde           | 3         | 0                |                  |       |       |              |              |  |  |        |        |
|  | Nouvelle-Zélande | Inde         | 0              |           | 0                | Danemark         | 3     |       |              |              |  |  |        |        |
|  | Nouvelle-Zélande |              | 0              |           |                  | Danemark         | 3     |       |              |              |  |  |        |        |
|  |                  |              |                | Malaisie  | 2                |                  |       |       |              |              |  |  |        |        |
|  | Malaisie         | 3            |                | Malaisie  | 2                |                  |       |       |              |              |  |  |        |        |
|  | Malaisie         | 3            | Corée du Sud   | 3         |                  |                  |       |       |              |              |  |  |        |        |
|  |                  | Corée du Sud | Corée du Sud   | 3         | 2                |                  |       |       |              |              |  |  |        |        |
|  | Allemagne        | Corée du Sud | 0              |           | 2                |                  |       |       |              |              |  |  |        |        |
|  | Allemagne        |              | 0              |           |                  |                  |       |       |              |              |  |  |        |        |